# Sindrome da aumentata resistenza delle vie aeree superiori
La sindrome da aumentata resistenza delle vie aeree superiori (più conosciuta come UARS, acronimo inglese di Upper airway resistance syndrome) è un disturbo respiratorio nel sonno nel quale le alte vie respiratorie presentano un lume ridotto e l'adeguata ossigenazione è garantita da un accresciuto sforzo respiratorio; questo accresciuto sforzo determina risvegli, microrisvegli e frammentazione del sonno.

## Storia
Questa sindrome fu inizialmente riscontrata nel 1982 in pazienti pediatrici. I bambini manifestavano vari sintomi, come eccessiva sonnolenza diurna, forte russamento notturno e anomalie comportamentali. All'esame polisonnografico non erano risultate apnee o desaturazioni, ma solo un aumento della pressione endoesofagea dovuto a una forte resistenza delle vie respiratorie. In seguito a interventi di tonsillectomia e adenoidectomia i sintomi scomparvero o migliorarono significativamente in tutti i bambini.
Il termine UARS fu però coniato nel 1993, quando venne identificata anche nei pazienti adulti. La descrizione di questa sindrome portò all'attenzione dei medici un gruppo di pazienti che, nonostante presentassero una severa sintomatologia, era stato fino ad allora lasciato senza una diagnosi e senza un trattamento.
In ambito accademico è stata oggetto di forte interesse tra metà anni novanta e metà anni duemila, per poi essere lasciata "appassire". Sicuramente la UARS aiutò a mettere in luce alcuni difetti e mancanze negli strumenti utilizzati nella diagnosi della SAHS, favorendo la realizzazione di nuovi strumenti più sensibili e permettendo di riconoscere la malattia in un numero maggiore di pazienti. Ciò forse è anche il motivo per cui è scomparsa dalla scena, infatti prima molti pazienti gravemente sintomatici rimanevano senza diagnosi ed era molto utile evocare la UARS per garantirgli un adeguato trattamento. Adesso è più difficile che un paziente con sintomi gravi rimanga senza diagnosi, ma ancora oggi ci sono pazienti che mostrano quadri di disturbi respiratori nel sonno non-SAHS, per tali pazienti è ancora invocata la UARS e i relativi trattamenti si rivelano efficaci.